# Río Sacco
El Sacco (también Tolero, lat. Tolerus o Trerus) es un río de Italia central, un afluente por la derecha del río Liri.
El río está formado por la confluencia de dos arroyos de los montes Simbruinos en los Apeninos Abrucenses. Fluye en dirección sureste durante 87 km, cruzando el valle Latino entre las cordilleras de los montes Hérnicos al noreste, y los Lepinos al suroeste. Desemboca en el Liri en Arce en la localidad llamada Isoletta, en el Lacio.
Los principales afluentes del Sacco son el Cosa y el Alabro. En la zona de Frosinone se conoce también como el Tolero, de su nombre antiguo Tolerus o Trerus.